# Josef Riepl
Josef Franz Riepl (* 8. Juli 1898 in Regensburg; † 17. Dezember 1987 in München) war ein deutscher Bauunternehmer.

## Leben

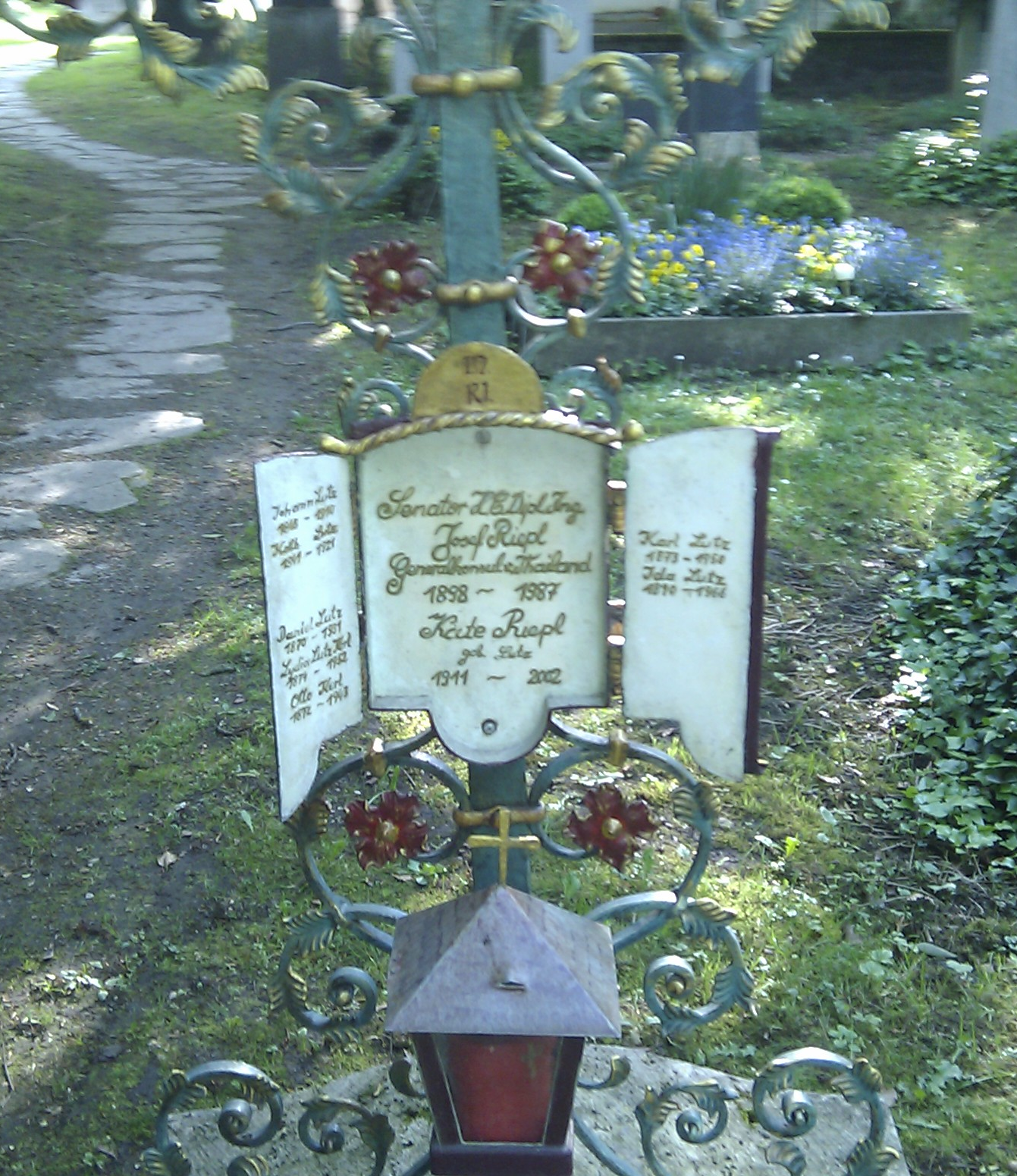
Familiengrab auf dem Winthirfriedhof

Josef Riepl war ein Sohn von Josef (1866–1932) und Maria Riepl, geborene Rösch (1871–1950).
Er schloss sein Studium als Diplom-Ingenieur ab. Seit dem Studium war er Mitglied der Studentenverbindung Akademischer Gesangverein München im SV. Er war Gründer (1925) und Inhaber der Josef Riepl AG Bauunternehmung (ursprüngl. Josef Riepl GmbH München) in München sowie Teilhaber der Firma Josef Riepl GmbH in Regensburg, die sein Vater Josef Riepl 1893 gründete. Diese ist heute ein Tochterunternehmen der Ed. Züblin AG.
Er war Vorstandsmitglied des Hauptverbands der Deutschen Bauindustrie und fungierte als Thailändischer Generalkonsul für Bayern.
Riepl war zweimal verheiratet. In erster Ehe mit Emilie Riepl, geborene Wohlmuth (1901–1993), und in zweiter Ehe mit Käte Lydia Riepl, geborene Lutz (1911–2002). Das Familiengrab befindet sich auf dem Winthirfriedhof in München-Neuhausen.
Sein Bruder Hugo (1911–1974) war Präsident der IHK Regensburg.

## Ehrungen
- 1959: Bayerischer Verdienstorden
- 1969: Großes Verdienstkreuz der Bundesrepublik Deutschland
- 1978: Großes Verdienstkreuz mit Stern der Bundesrepublik Deutschland[2]
- Weißer Elefantenorden 4. Klasse von Thailand
- Ehrensenator der Universität Würzburg